# Гейзен (Нідерланди)

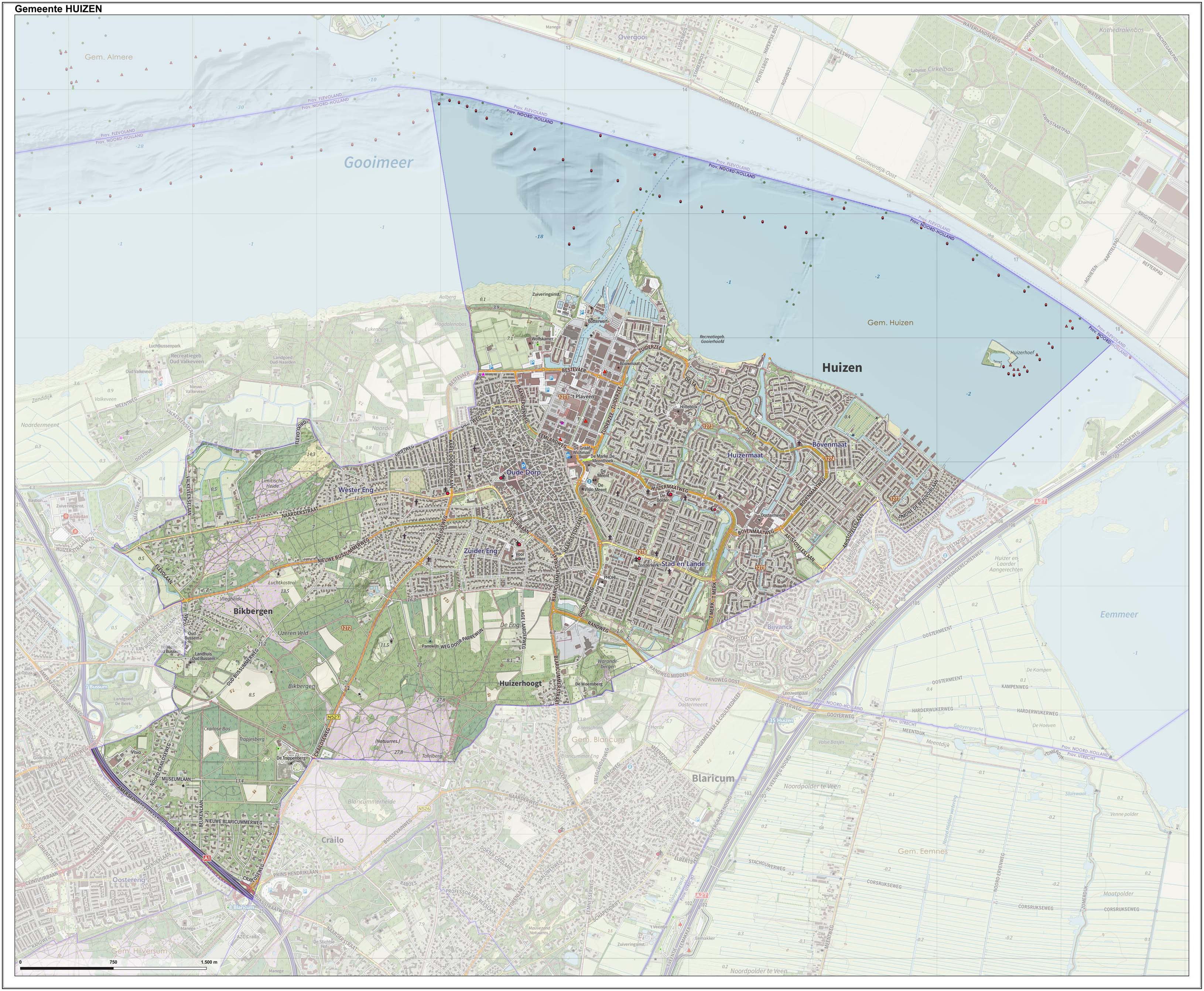
Топографічна карта Гейзена, червень 2020 року

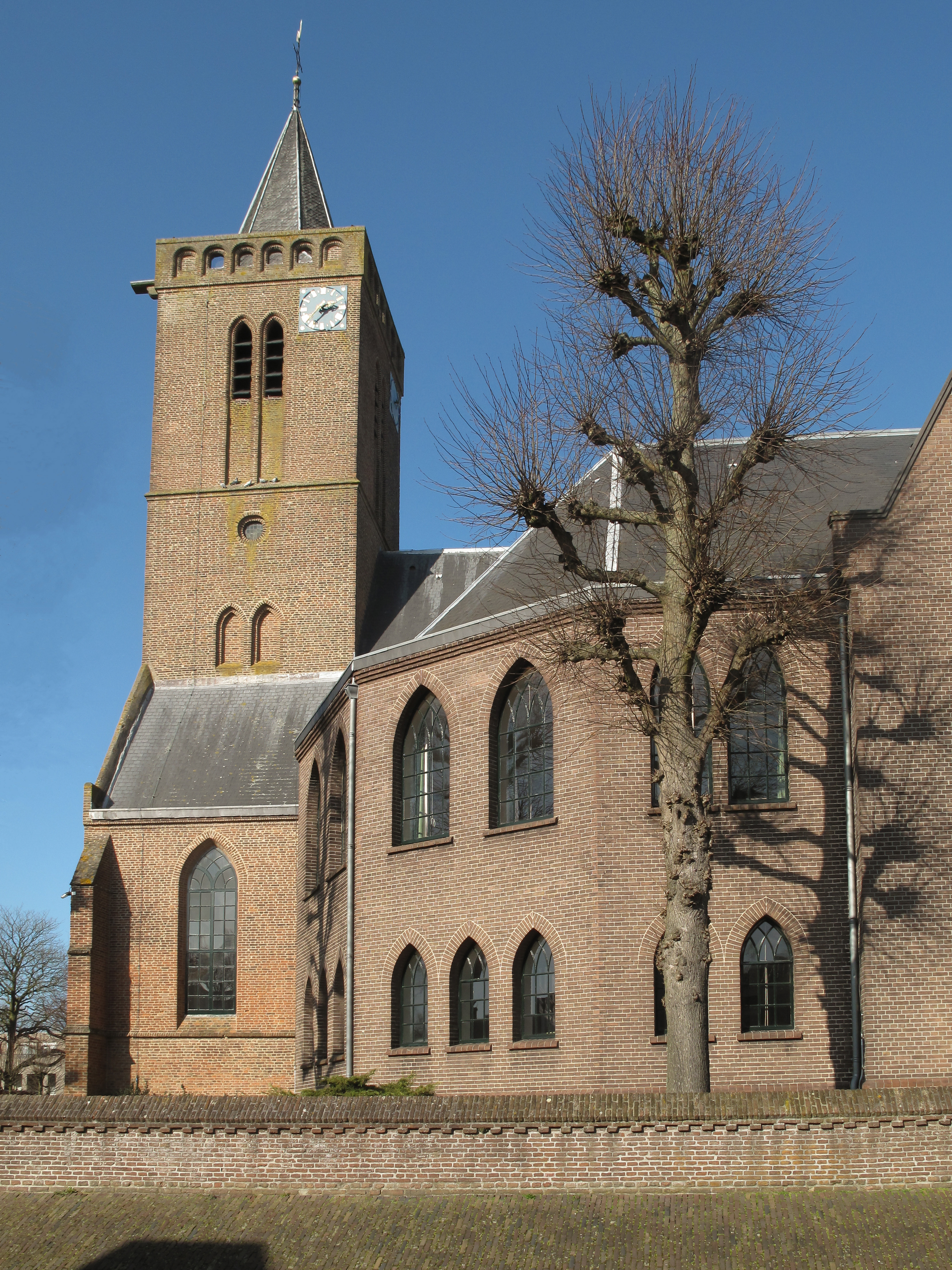
Стара церква Oude Kerk

Гейзен (нід. Huizen; нід. вимова: [ˈɦœyzə(n)] ( прослухати)) — місцевість і громада (муніципалітет) у нідерландській провінції Північна Голландія. Загальна кількість мешканців громади становить 41.215 (31 січня 2023, джерело: CBS) і площа 23,32 км² (з них 7,51 км² води).

## Історія
Хоча найдавніша згадка про Гейзен датується 1382 роком, кажуть, що поселення існувало ще в десятому столітті.
Близько 1400 року в регіоні Гої (нід. Gooi) утворилася парафія Наардінгерленд (нід. Naardingerland), від якої Гейзен відокремився близько 1409 року. Оригінальна дерев'яна каплиця 10-го століття на вулиці Керкстрат, присвячена святому Томасу, була парафіяльною церквою. Ця церква була замінена нинішньою кам'яною будівлею церкви (Oude Kerk). Гейзен отримав свою назву в 14 столітті (по-голландськи «Huizen» означає «будинки»), і це використання пов'язане з вірою в те, це було перше поселення в Гуї, яке мало кам'яні будинки, а не більш поширені дернові будинки того часу. Муніципалітет Гейзен, населений переважно протестантами, був найшвидше зростаючим муніципалітетом у Гуї.
Поселення Гейзен відоме як колишнє рибальське село, хоча рибальство стало одним із основних видів існування лише наприкінці 17 століття. До цього в основному важливими джерелами діяльності були сільське господарство та кустарне господарство. Про цю історію нагадує міський герб. Бідні піщані ґрунти Гої потребували великої кількості добрив, і в основному послід великої рогатої худоби, корів і овець використовувався як гній.

### Промисловість

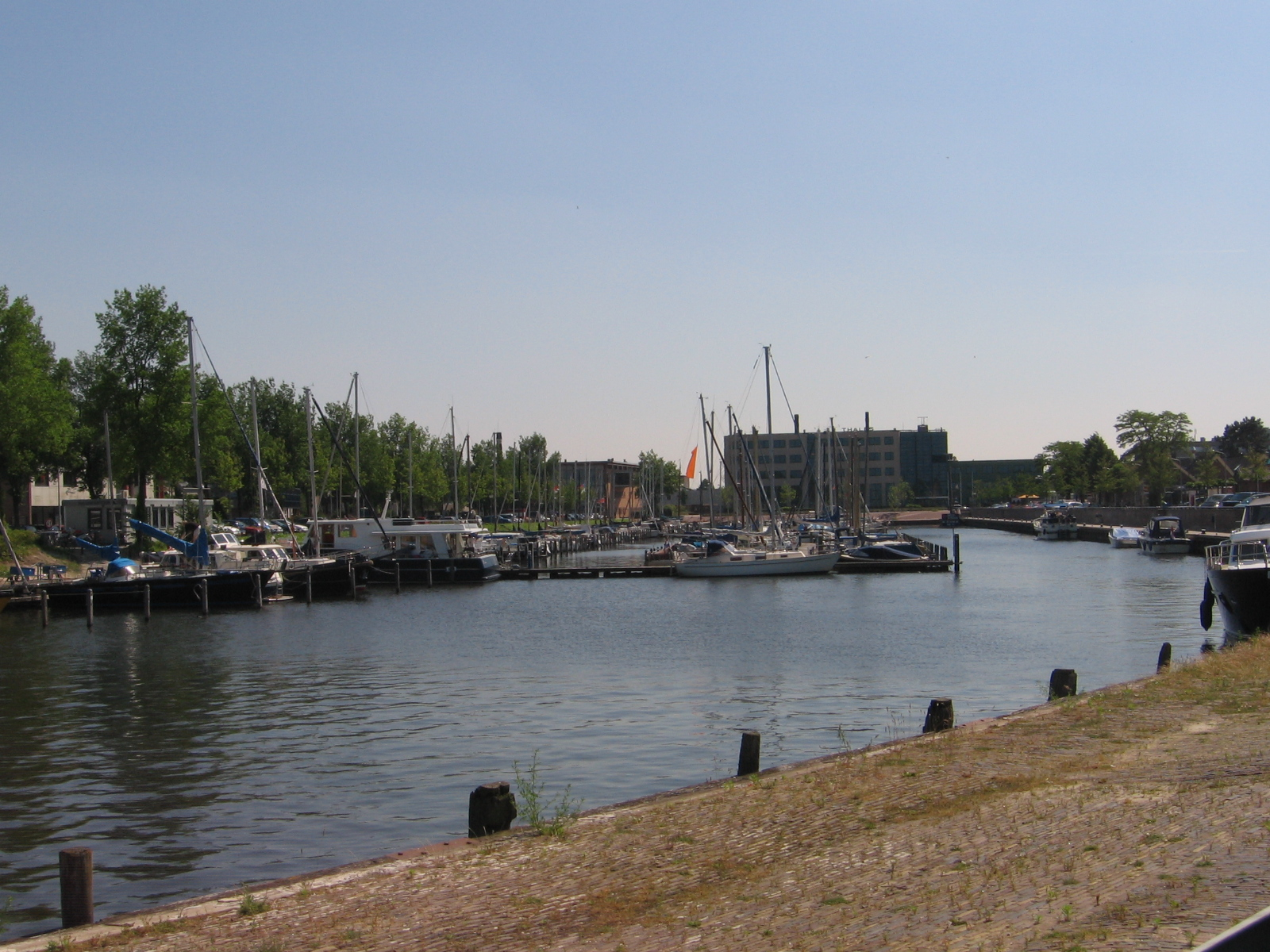
Гавань Гейзена

У 19 столітті розквітла риболовля, особливо після того, як у 1854 році нарешті було введено в експлуатацію гавань. Близько 190 ботерів мали Гейзен своїм портом приписки. Вони ловили рибу в тодішньому Зейдерзе і обмеженою мірою в Північному морі. Рибальство та будівництво гавані уможливило процвітання рибного господарства. У Гейзені було вісімнадцять великих рибокоптилень, які в основному переробляли оселедець на бюклінг. Цей бюклінг часто вивозили до Німеччини. Завдяки масштабам переробки риби, великій кількості продавців риби та пов'язаних галузей промисловості, таких як судноверфі та виробники кошиків, зробили Гейзен одним із найважливіших місць для риболовлі навколо Зейдерзе у дев'ятнадцятому столітті. На початку 20-го століття рибальство вже значно скоротилося в результаті заборони Німеччиною імпорту нідерландської риби. Будівництво дамби Афслютдейк у 1927—1933 роках у рамках проєкту «Зейдерзе», відгородило затоку Зейдерзе від Північного моря і перетворило його на прісноводне озеро. Це стало останнім ударом по рибній промисловості. Після цього Гейзен переживав важкі часи і бачив майбутнє переважно в торгівлі сиром. Наразі існує велика кількість компаній з вироблення сиру, в основному в експортному секторі.

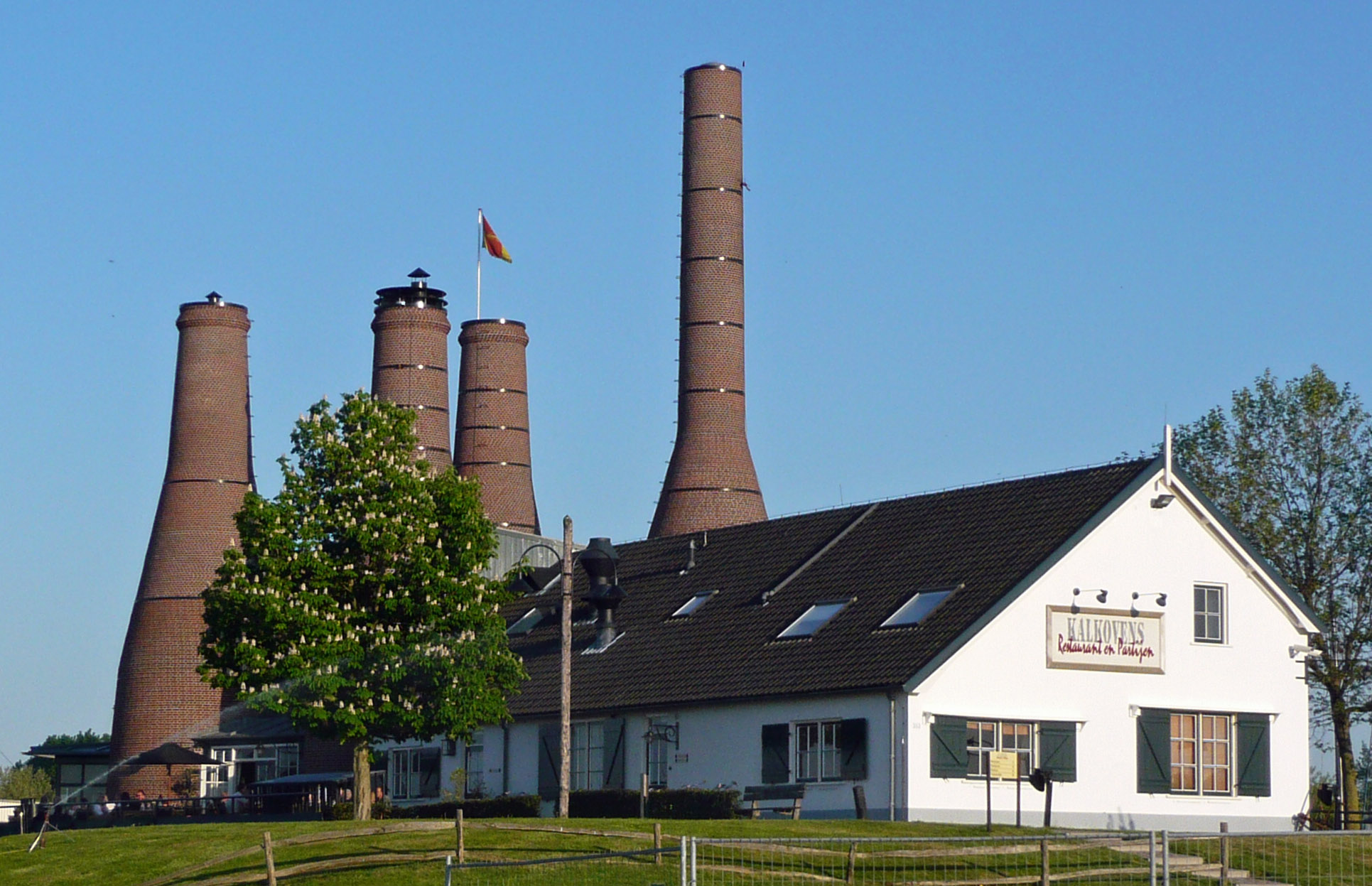
«De kalkovens», ресторан із чотирма монументальними вапняними печами позаду

У зв'язку з вигідним розташуванням Гейзена на Зейдерзе у XIX столітті було побудовано чотири великі заводи з випалювання вапна — Вапняні печі Гейзена (Huizer kalkovens). У великих печах обпалювали мушлі за певною технологією, щоб отримати (некисле) вапно. Також виявилося, що у ґрунті на південь від села, біля височини Гуйзерхогта, є великі запаси якісного піску. Гейзен розташований на кінці Утрехтського горба (осідла) і великі запаси цього піску стали причиною для розвитку промисловості з виробництва силікатної цегли. Компанія Rijsbergen (зараз: Xella) побудувала там завод з виготовлення силікатної цегли. З 1925 року було отримано дозвіл на масштабне видобуття піску для виробництва силікатної цегли. Вапно отримували з вищезгаданих вапняних печей. Рівнина на північ від них (міський парк/житловий район) виникла через видобуття піску. З 1972 року не було видано дозволу на видобуток. Останній пісок був використаний для оздоблення міського парку. Вапняний завод зник з порту на початку 1980-х років. Характерні димарі печей були повністю знесені в 1989 році; кілька з них можна знайти в музеї Зейдерзе в Енкгейзені. На старій пристані Гейзенського порту у 1997 році було збудовано ресторан («De kalkovens») з оригінальної цегли чотирьох вапняних печей, які раніше працювали кілька сотень метрів далі. Таким чином, збережено унікальну частину образу порту. Територія заводу позаду старого порту в значній мірі зникла і була замінена житловою забудовою.

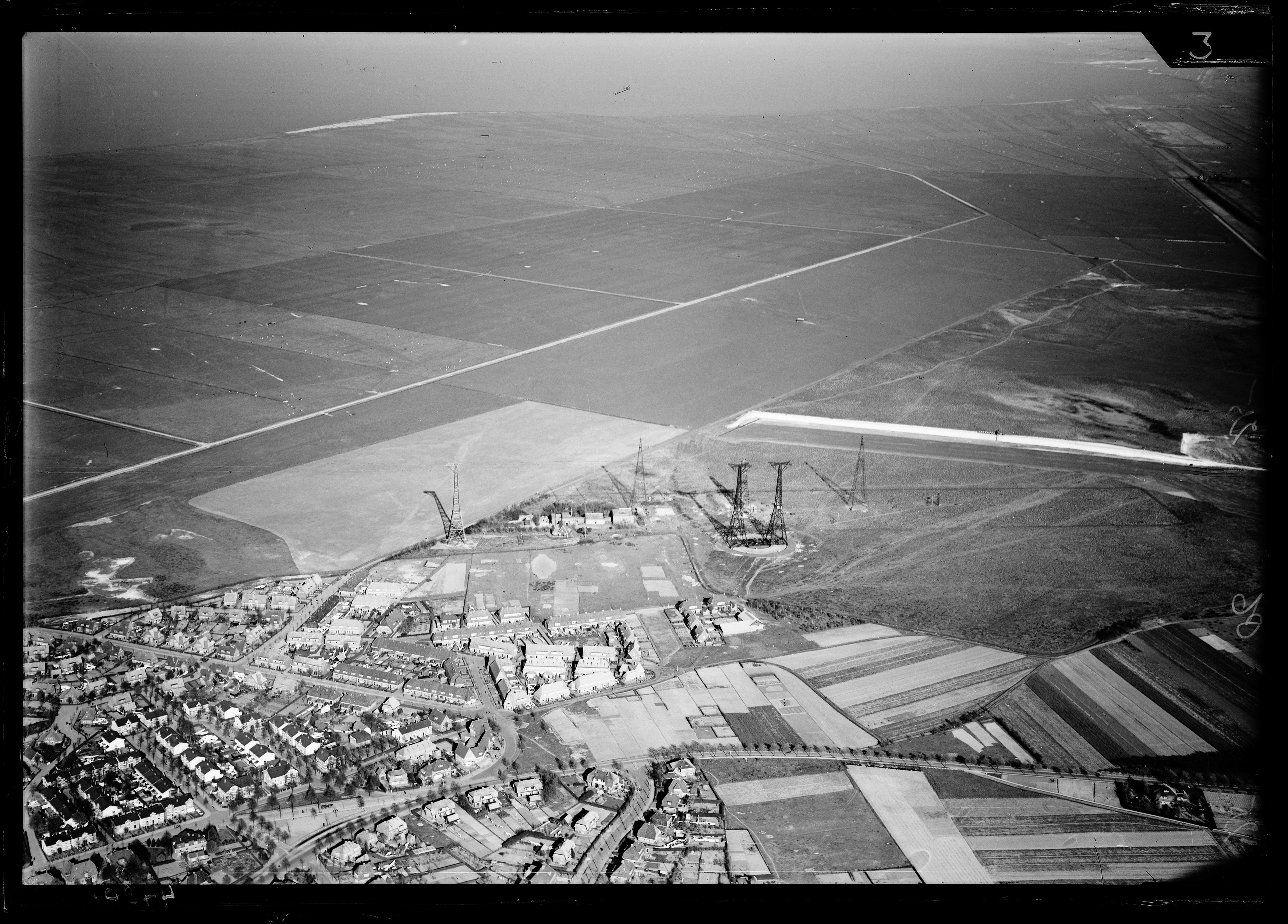
Аерофотозйомка антен PHOHI та околиць (1920—1940).

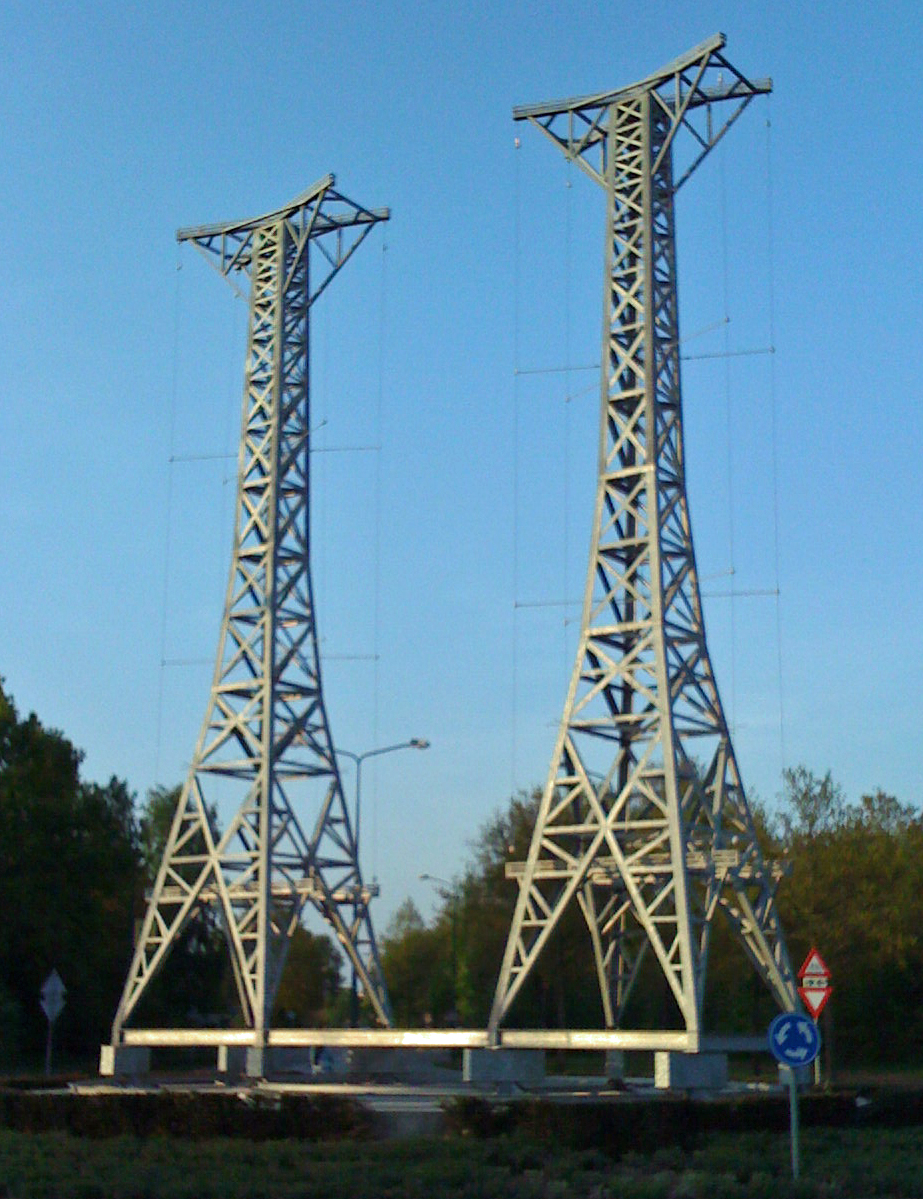
2 копії антен PHOHI за шкалою від 1 до 5

У 1950-х роках компанія Philips заснувала велику фабрику телекомунікаційного обладнання в Гейзені, але у 1980-х роках її поглинули AT&T і Holland Signaal. Військова частина перейшла до Holland Signal, а цивільна — до AT&T. Holland Signal зараз відома як Thales Group. У минулому Holland Signaal працювала з NSF над комунікаційним і радіолокаційним обладнанням для ВМС Нідерландів. NSF у Гілверсумі не могла більше розширюватись і тому перемістилась до Гейзена. Вибір був зроблений на користь Гейзена через сприятливий бізнес-клімат і наявність схожих компаній.
Протягом 1920-х років NSF побудувала кілька передавачів і передавальних антен у Гейзені. Починаючи з 1928 року, трансляції велися з Гейзені попередником Wereldomroep. Це був PHOHI (Philips Omroep Holland-Indië), який підтримував зв'язок із Нідерландською Ост-Індією, що знаходилась на відстані 12 000 км, використовуючи короткохвильові передавачі, які були дуже потужними на той час. PHOHI почало вести трансляції в 1928 році. У 1937 році поруч з існуючою щоглою 'Phohi-flat' (побудованою у 1964 році) була встановлена подвійна антенна мачта з унікальною обертальною конструкцією. Перші два передавачі були підірвані інженерними військами під час перших днів травня 1940 року. Третій і останній не зовсім вдалося знищити, і його відновили німці, передавши Нідерландським мовним асоціаціям. Але цьому прийшов кінець у серпні 1941 року, коли ці товариства були розпущені окупаційними військами. У 1947 році PHOHI перетворилось на Radio Nederland Wereldomroep, а останній передавач був розібраний у 1957 році. «Район передавачів», який пізніше виник у цій місцевості, досі сильно нагадує цей період за назвами вулиць та розташуванням. Phohiflat залишився єдиним багатоквартирним будинком в Гейзені У цей час більшість виробників телекомунікаційного обладнання зникли через злиття, поглинання та реорганізації.

### Релігія
Мешканці Гейзена переважно належали до протестантської спільноти. В наш час значна більшість (6 з 10) не є християнами. У Гейзені 8,8 % населення є членами PKN (Протестантська церква Нідерландів). Крім PKN, існує ще близько десяти інших протестантських церковних громад; разом вони складають 14,2 % населення. Приблизно 11,8 % мешканців є римо-католиками. З 1949 року існує римо-католицька церковна громада. Перша церква, Vituskerk, була побудована на вулиці Hooghuizenweg. Друга церква, Thomaskerk, розташована на вулиці Huizermaatweg.

### Традиційний костюм і діалект

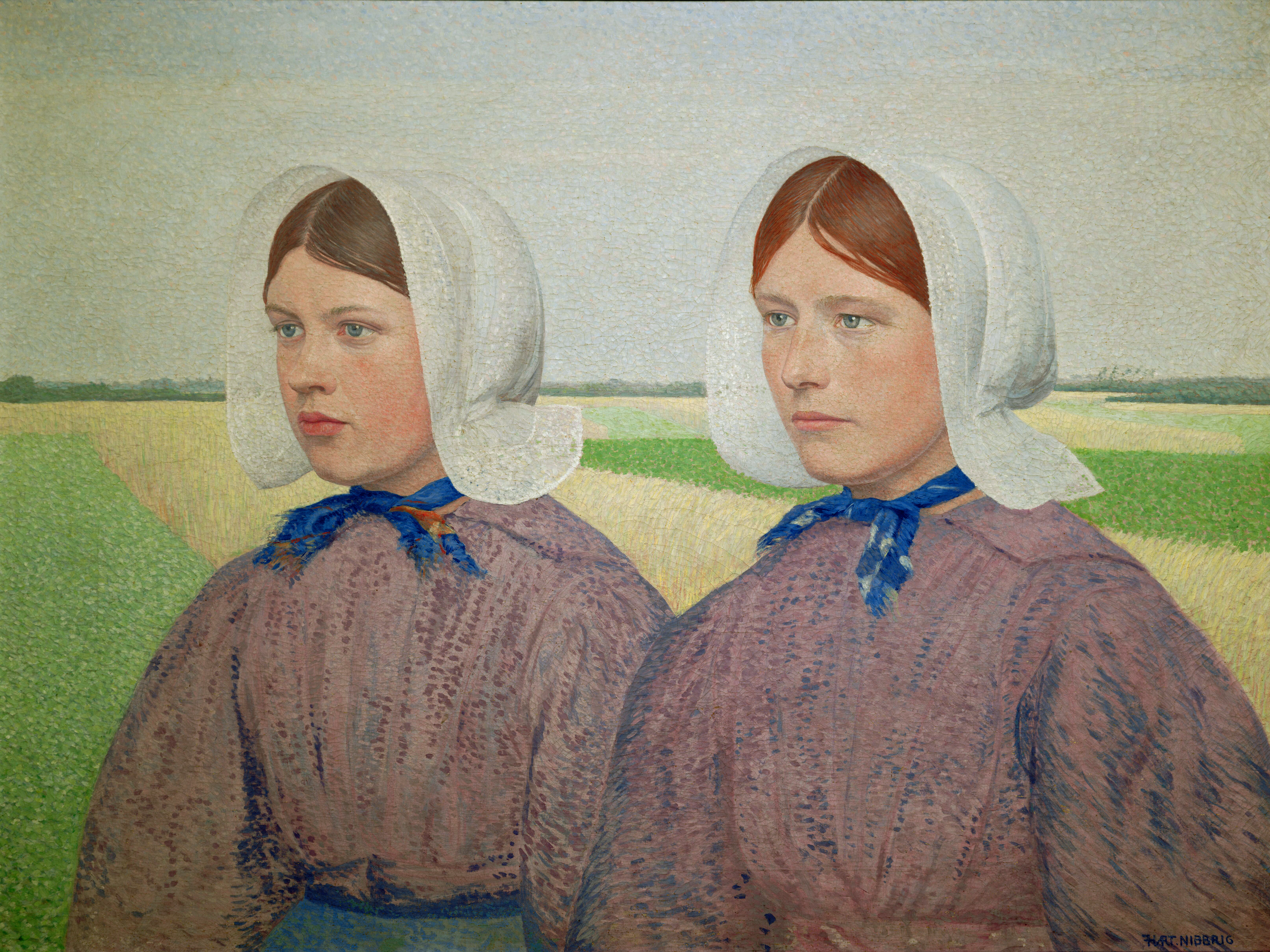
Дівчата з Гейзена носять isabee (Фердинанд Харт Нібріг)

У Гейзені існував дуже характерний національний костюм із великим білим капелюхом, який носили в неділю, а в минулому також у вихідні дні. Так звана «щоденна шапка» (нід. daagse muts) — без хвоста і залізних вух, яку називали «ісабеє» (нід. isabee). З приблизно 1930 року використання Гейзенського національного костюму почало стрімко зменшуватися, особливо серед молоді. Проте, аж до 1990-х років декілька жінок похилого віку все ще носили національний костюм.
Гейзен також має свій діалект, хоча він більше не є широко поширеним. Його все ще використовують люди похилого віку та іноді в п'єсах Гейзенського театру «Ontwaakt». Один мешканець Гейзена під псевдонімом 'Haindruk van 't Noorderainde' (Гендрік ван 'т Ноорденде) працював над збереженням гейзенського діалекту, як у письмові так і у говорі. Наприклад, він співпрацював над книгою «de aawud vur kursaawud» (Вечір перед Різдвом). Кілька слів з гейзенського діалекту, наочними прикладами якого є:
- Taatje = назва для чоловіка-мешканця
- Nenne = назва жінки-мешканки
- Kaint = назва дитини

### Паровий трамвай

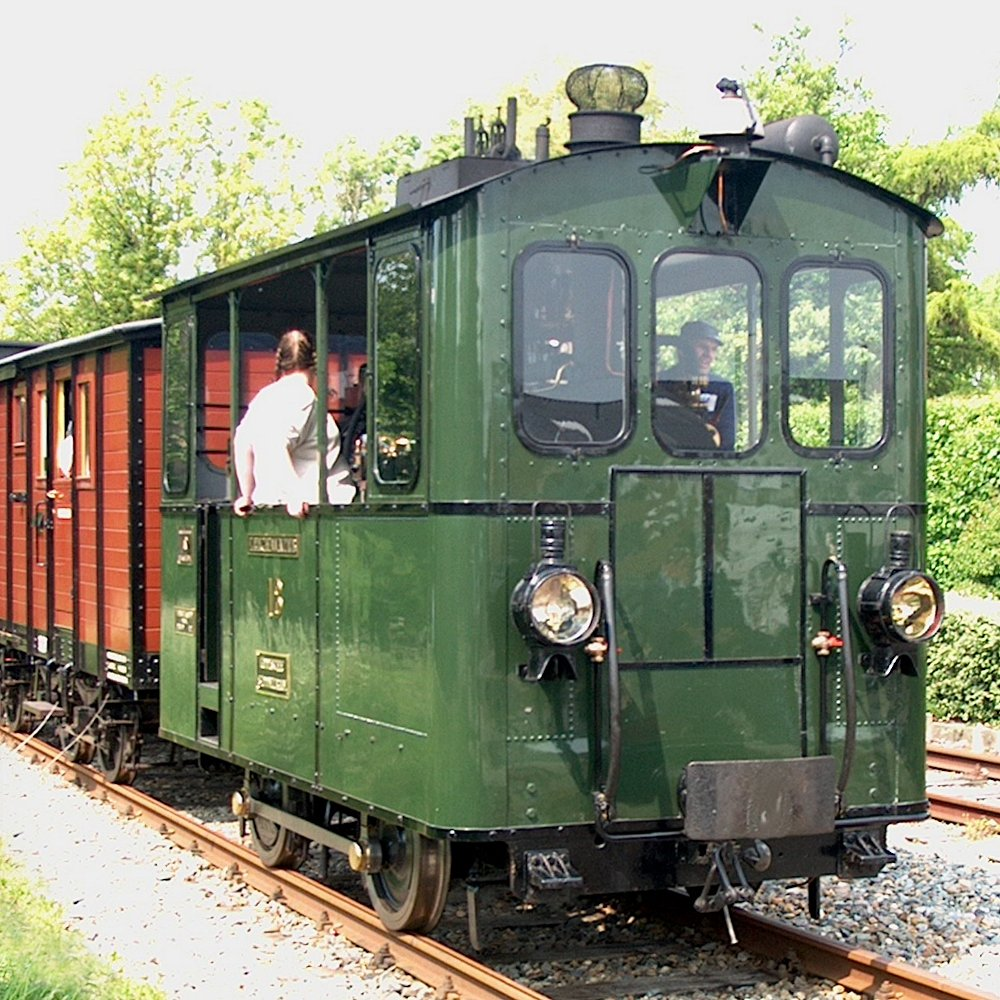
Gooische Tramloc № 18 у Museumsteamtram Hoorn-Medemblik.

Між 1882 та 1958 роками у Гейзені існував трамвайний вокзал компанії Stoomtramweg Maatschappij Bussum — Huizen, яка з 1917 року була частиною Gooische Stoomtram (в народі відома як: De Gooische Moordenaar). Також було сполучення з Гейзеном через Бларікум і Ларен до Гілверсуму. З 1925 по 1940 рік також діяла моторна тяга. Рух до Гілверсуму був скасований в 1947 році. ДДо 1958 року вантажні перевезення в Буссуму відбувалися тільки на дизельній тязі.

### Гейзенська молочниця
У Гейзені з 2012 року знаходиться скульптура «Гейзенська молочниця» художника Беррі Холслага, що розташована на бетонному постаменті. Молочниця також зображена на гербі міста. Щоб привернути увагу до міста як туристичного пункту, в 2010 році був оголошений конкурс на написання оповідання, переможцем якого став Яап Теєвіссен, який створив вигадану «нову легенду» про жадібного фермера, який вважав за краще виливати своє молоко в криницю, аніж ділитися ним з бідними людьми. Він врешті-решт загинув від удару блискавки, потонувши у своїй власній криниці. Із криниці виходить дівчина-молочниця, яка непомітно роздає молоко бідним, і, за легендою, вона продовжує це робити й дотепер. Тому іноді люди знаходять пляшки з молоком біля своїх дверей та бачать та бачать дивну тінь. Скульптура викликала дискусії в муніципалітеті, оскільки не відповідала історичному значенню та походженню міського герба, а також зовнішній вигляд не відповідав історично правильному зображенню молочниці, в тому числі відсутність ярма. Однак муніципалітет все ж бажав просувати цю нову історію та пов'язану з нею скульптуру з туристичних і маркетингових міркувань.

### Забудова
Протягом багатьох років Гейзен зазнав величезних змін. Спочатку воно було відоме лише як рибальське та фермерське село, але з кінця 19 століття Гейзен повільно перетворився на те, чим він є сьогодні.
Спочатку це були в основному житлові райони, які були побудовані в лісистій місцевості Гейзена для тих, хто працював у Амстердамі, а жив у Гейзені. Після війни розширення почало набувати великих форм, наприклад, у 1967 році Гейзен було визначено центром зростання Гуї і розпочалося забудовування Оостермеенту. У 1995 році розпочато останній будівельний проект: «Четвертий квадрант». Чимало уваги привертають будинки типу «Піраміди» та «будинки Сфінксів» уздовж озера Гуїмер.

### Молукканська громада
У 1950 році з наказу уряду Нідерландів були перевезені в Нідерланди воїни Королівської Нідерландсько-Індійської армії (KNIL), до складу якої входило багато представників молукканців. Частина їх була розміщена у дерев'яних бараках колишнього німецького табору Альмере, що розташований на південній території муніципалітету. Назву табору змінили на Житловий район Альмере.
Коли стало зрозуміло, що їхня присутність в Нідерландах не буде тимчасовою, як спочатку вважалося, і план повернення молукканської громади на їхню батьківщину було неможливо втілити, в порозумінні з молукканською громадою у Гейзені (Maluku Huizen) було вирішено надати їм постійне житло всередині міського забудованого району. Спочатку це призвело до формування молукканського кварталу, проте друге і третє покоління молукканців все більше інтегрувалися та повністю асимілювалися в населення Гейзена. Остання родина залишила табір у 1972 році. Після цього табір було закрито, бараки були знесені, а територія була повернута природі. Залишилося лише електрична будка від PEN, та був розміщений меморіал молукканської громади.

### Приклад енергозбереження
У 2016 році муніципалітет Гейзен став першою громадою в Нідерландах який замінив все громадське освітлення світлодіодним. Таким чином, Гейзен послужив прикладом для інших урядових органів з впровадження енергозберігаючих заходів. Ці зусилля національного Кліматичного саміту в Роттердамі того ж року були перетворені на конкретні дії в Нідерландах згідно з Паризькою кліматичною угодою.

### Торгові неділі
Після муніципальних виборів 2018 року вдалося зробити можливість проведення недільних продажів (koopzondag) у Гейзені. Таким чином, Гейзен став останнім муніципалітетом у всій Північній Голландії, що фактично впровадив недільні продажі. Також це зробило провінцію Північна Голландія першою провінцією в Нідерландах, де в усіх муніципалітетах проводяться недільні продажі. Недільні продажі були запроваджені приблизно в середині 2018 року. Магазини можуть працювати в неділю з 12:00 до 18:00, а постачання товарів у магазини в неділю можливе лише між 12:00 та 18:00 годинами.

## Пам'ятки
Муніципалітет є домом для таких пам'яток, серед інших.
- De Tafelberg (височина)
- De Nederlands Hervormde kerk (Нідерландська реформована церква)
- Будинок «Dutch Mountain» (ультраекономна вілла)
- Het Tolhuisje aan de Naarderstraat (митний пункт на вулиці Наардер)
- Huizer Museum Het Schoutenhuis (Музей Гейзена «Шаутенхаус»)

## Органи влади

### Місцева рада
Муніципальна рада Гейзена складається з 27 місць. Нижче наведено склад міської ради станом на 1994 рік:
| Партія               | 1994 рік | 1998 рік | 2002 рік | 2006 рік | 2010 рік | 2014 рік | 2018 рік | 2022 рік |
| -------------------- | -------- | -------- | -------- | -------- | -------- | -------- | -------- | -------- |
| VVD                  | 7        | 7        | 6        | 6        | 7        | 5        | 6        | 5        |
| Leefbaar Huizen**    | -        | 1        | 4        | 2        | 2        | 2        | 3        | 4        |
| Dorpsbelangen Huizen | -        | -        | 1        | 2        | 2        | 3        | 3        | 4        |
| CDA                  | 5        | 5        | 5        | 5        | 4        | 5        | 3        | 3        |
| D66                  | 5        | 3        | 2        | 1        | 3        | 4        | 3        | 3        |
| GroenLinks           | 3        | 3        | 3        | 3        | 3        | 2        | 3        | 2        |
| PvdA                 | 3        | 4        | 3        | 5        | 3        | 3        | 3        | 2        |
| Християнський союз * | 3        | 3        | 2        | 2        | 2        | 2        | 2        | 2        |
| SGP                  | 1        | 1        | 1        | 1        | 1        | 1        | 1        | 1        |
| Transparant Huizen   | -        | -        | -        | -        | -        | -        | -        | 1        |
| Всього               | 27       | 27       | 27       | 27       | 27       | 27       | 27       | 27       |

* Християнський союз був представлений у 1994 та 1998 роках його попередниками GPV та RPF.
** Leefbaar Huizen брав участь у 1998 році під назвою Huizen2000

### Колегіум мера та заступників
З 13 листопада 2019 року Нік Меєр є мером Гейзена. Партійна коаліція на період 2022—2026 складається з Всенародної Партії Волі (VVD), Партії жителів Гаузена (Leefbaar Huizen), Християнсько-демократичного апеляційного центру (CDA) та Демократів 66 (D66). Колегіум мера та заступників, крім мера і громадського секретаря, складається з чотирьох заступників мера, кожен з представників вищезазначених партій коаліції.

## ЗМІ

### Радіо і телебачення
У самому муніципалітеті Гейзен є місцевий мовник 6FM. Цей місцевий мовник раніше називався Radio Phohi.

### Щоденні та щотижневі газети
Регіональна щоденна газета в Гейзені — De Gooien Eemlander. Гейзен мав щотижневий журнал Huizer Courant з 1914 по 2019 рік. Крім того, є три безкоштовні щотижневі газети «від дверей до дверей»: Het Nieuwsblad voor Huizen, de Woonbode і HuizerNieuws.

## Відомі люди
- Ян Ребель (1885—1961), архітектор
- Карел Вуннінк (1906—1973), театральний режисер
- Ааф'є Хейніс (1924—2015), співак
- Віллем Олтманс (1925—2004), журналіст і письменник
- Сільвія де Лер (1933—2006), актриса
- Дональд де Маркас (1933—2023), читач новин, ведучий
- Соня Берндт (1938—2023), співачка, ювелірка
- Віллем де Ріддер (1939—2022), художник і радіорежисер
- Бертус ван Еффрінк (1944—2015), футболіст
- Фріц Веерман (1944—2021), викривач
- Хенк Апотекер (1956), актор, сценарист і письменник
- Аарт Зееман (1956), журналіст і ведучий
- Дженні Беккер (1960), політик і колишній радник
- Кріста Розьє (1960—2011), телеведуча, художниця та письменниця
- Генрі Мейдам (1961), політик
- Ерік Влоейманс (1963), трубач
- Маріса ван Ейл (1964), актриса
- Пітер ван Еде (1965), хокеїст
- Едді ван Вессель (1965), фотограф
- Фемке Мерел ван Кутен (1983), політик
- Дольф ван дер Валь (1987), сноубордист
- Рейчел Роз'є (1990), телеведуча
- Фредерік Матла (1996), хокеїст
- Джоуї Хоувелінг (2000), футболіст